# Von Willebrand–Jürgens-szindróma
A von Willebrand–Jürgens-szindróma vagy von Willebrand-betegség (angolul: von Willebrand disease) az embereknél leírt leggyakoribb veleszületett véralvadási rendellenesség; ugyanakkor, más kóros állapot is előidézheti. A von Willebrand-faktor (vWF) minőségi vagy mennyiségi hiányossága idézi elő. A von Willebrand-faktor egy multimer fehérje, amely a trombocita adhézióban játszik szerepet. Ismeretes, hogy a betegség az emberek mellett érinti a kutyákat is (különösen a dobermannt); illetve ritkább esetekben a sertéseket, a szarvasmarhákat, lovakat és a macskákat.
A von Willebrand–Jürgens-szindróma névadója Erik Adolf von Willebrand finn gyermekorvos, aki először írta le a betegséget 1926-ban, egy Åland-szigeteki családnál; és Rudolf Jürgens német orvos, aki 1933-ban folytatta a vizsgálódást és felfedezte, hogy a betegségre való hajlam gyakori a szigeten. A betegség általában autoszomális domináns öröklődésű.

## Osztályozása és típusai
A von Willebrand–Jürgens-szindrómának négy öröklődő típusa létezik, azonban a szerzett típusát is leírták. Az International Society on Thrombosis & Haemostasis osztályozása a mennyiségi és minőségi hibákon alapul.

### 1. típus
A betegség 1. típusa (az összes eset 60-80%-a) egy mennyiségi hiba; ami a hibás génre nézve heterozigótás. A vWF szintjének csökkenését a szokásos 10-45%-ánál észlelik, azaz 10-45 NE-nél.
Sok páciens tünetmentes, vagy enyhe tüneteket mutat, és nincs egyértelműen csökkent véralvadás sem, amely vérzési rendellenességre utalna. A betegség felfedezése gyakran véletlenül történik, valamely vér feldolgozást igénylő orvosi eljárás során. A legtöbb esetben az 1-es típusú von Willebrand–Jürgens-szindrómát sosem diagnosztizálják a tünetmentes, vagy enyhe megjelenése miatt; a legtöbb érintett személy általában szövődmények nélküli teljes életet él, anélkül, hogy tisztában lenne a rendellenességgel.
Néhány beteg esetében azonban probléma merülhet fel, sebészeti beavatkozást (beleértve a fogászati beavatkozásokat is) követő vérzés formájában; észrevehetően könnyen alakul ki véraláfutás, vagy menorrhagia (nehéz ciklusok).

### 2. típus
A von Willebrand-betegség 2. típusa (az összes eset 20–30%-a) egy minőségi hiba; a vérzési hajlam egyéntől függően változhat. Létezik alcsoport, amely esetében a vWF normális mennyiségű, ám a multimerek strukturálisan kórosak; illetve olyan ahol a nagy vagy kis multimerek hiányoznak. Négy altípusa létezik.

#### 2A típus
Ez a vWF multimerek szintézisének vagy proteolízisének rendellenessége, amely a keringésben lévő kis multimerek jelenlétében mutatkozik meg. A VIII-as faktor kötődése normális. A von Willebrand-antigénhez képest aránytalanul alacsony risztocetin kofaktor aktivitással jár.

#### 2B típus
Ez egy működésbeli zavar, amely a vérlemezkék spontán kötődéséhez és a vérlemezkék és nagy vWF multimerek azt követő gyors tisztulásához vezet. A nagy vWF multimerek hiányoznak a keringésből, de a VIII-as faktor kötődés normális. Mint 2A típus esetében, a RiCof: vWF antigén vizsgálat alacsony, ha a beteg trombocita-szegény plazma mintáját formalin fixált, normál donorból származó vérlemezkékkel tesztelik. Ha azonban a vizsgálatot a beteg saját vérlemezkéivel ("trombocita-dús plazma") végzik, a szokásosnál alacsonyabb mennyiségű risztocetin okozta aggregáció fordul elő. Ez annak köszönhető, hogy a nagy vWF multimerek még kötődnek a beteg vérlemezkéihez. A betegség eme altípusában szenvedők vérzéséinek kezelésére a dezmopresszin nem használható, mert ez nem kívánt trombocita aggregációhoz vezethet.

#### 2M típus
A von Willebrand-faktor minőségi hibája okozza. Normál antigén szint látható, és csökkent működés figyelhető meg (csökkent RICOF). A 2A típustól eltérően a működési zavar nem a nagy molekulasúlyú multimerek hiányának következménye.

#### 2N (Normandy) típus
Ez a vWF-VIII-as faktor kötődés hiányossága. Ez a típus normális vWF antigén szintet és normál funkcionalitást ad vizsgálati eredményként, de a VIII-as faktor alacsony szintjével jár. Valószínűleg ez vezetett oda, hogy régebben néhány betegnél a 2N típust tévesen hemofília A-ként diagnosztizálták. Akkor gyanítható, ha a klinikai eredmények hemofíliára utalnak, de a származás tekintetében, az X-kromoszómához kapcsolt helyett autoszomális az öröklődés.

### 3. típus
A 3. típus a betegség egyik legsúlyosabb formája (a hibás gén homozigótás); súlyos nyálkahártya vérzéssel jár, nincs kimutatható vWF antigén, illetve a VIII-as faktor szintje kellően alacsony lehet ahhoz, hogy alkalmi hemartrózis (ízületi vérzés) alakuljon ki, mint az enyhe hemofília esetében.

### Vérlemezke típus
Ismert még pszeudotípusként is. A betegség autoszomális domináns módon öröklődő fajtája, amelyet a vérlemezkék vWF receptorának működési zavara (mutációja) okoz. Pontosabban a glikoprotein Ib receptor alfa láncának (GPIb) mutációja. Ez a fehérje egy nagyobb komplex (GPIb/V/IX) részét képezi, amely a vérlemezkéken található teljes vWF receptort alkotja. Az risztocetin aktivitás és a nagy vWF multimerek elvesztése a 2B típushoz teszi hasonlóvá, de a genetikai vizsgálatok nem mutatnak ki vWF mutációkat.

### Szerzett típus
A von Willebrand–Jürgens-szindróma szerzett formája is előfordul autoantitestekkel rendelkező páciensek esetében. Ebben az esetben a vWF működése nem gátolt, azonban a vWF-antitest komplex gyorsan kiürül a keringésből.
A betegség e formája aortabillentyű szűkületben szenvedő betegek esetén fordul elő, és gyomor-bélrendszeri vérzéshez (Heyde-szindróma) vezet. Ez típus jellemzőbb lehet, mint azt jelenleg gondolják. 2003-ban Vincentelli és kollégái megjegyezték, hogy a szerzett von Willebrand-betegek - akik egyben érszűkületben is szenvedtek, és billentyű átültetésen estek át - a vérzéscsillapító rendellenességek korrekcióját tapasztalták; ugyanakkor az alvadási rendellenességek 6 hónap múltán visszatérhetnek, ha a műbillentyű rosszul illeszkedik a páciens szervezetébe.
A thrombocythemia a szerzett von Willebrand-betegség egy másik oka, amiatt; hogy az igen nagy számú vérlemezke és a von Willebrand-faktor egymáshoz tapadása révén megköti a von Willebrand-faktort.
A szerzett von Willebrand-betegséget a következő betegségek tüneteként is leírták: Wilms-tumor; pajzsmirigy és kötőszövet diszplázia.

## Jelek és tünetek
A von Willebrand–Jürgens-szindróma különböző típusai különböző mértékű vérzési hajlamban mutatkoznak meg, általában egyszerű véraláfutásban, orrvérzésben, illetve fogínyvérzésben. A nők esetében nehéz menstruációs ciklus és szülés közbeni vérveszteség fordulhat elő.
Súlyos belső vagy ízületi vérzés nem gyakori (leginkább a von Willebrand-betegség 3. típusra jellemző).

## Diagnózis
Amikor felmerül a betegség gyanúja, a páciens vérplazmáját meg kell vizsgálni, hogy ezáltal a von Willebrand-faktor esetleges hiányát, vagy fogyatékosságát igazolni lehessen. A faktor mennyiségét a vWF antigén próbával; a működését glikoprotein (GP)Ib kötő próbával, kollagén kötő próbával vagy risztocetin kofaktor aktivitás (RiCof) illetve risztocetin indukálta trombocita agglutináció (RIPA) vizsgálatokkal lehet megvizsgálni. A VIII-as faktor szintjét is ellenőrzik, hiszen ez kapcsolódni tud a vWF-hoz, amely megvédi a gyors lebontódástól a vérben. A von Willebrand-faktor hiánya tehát a VIII-as faktor szintjének csökkenéséhez is vezet. A normál értékek nem zárják ki betegség minden formáját, különösen a 2. típust, amelyet csak a vérlemezkék kölcsönhatásainak subendotheliumi átfolyásával (PAF) lehet kimutatni. Ez egy nagyon speciális véralvadási vizsgálat, amelyet nem végeznek el rutinszerűen a legtöbb orvosi laboratóriumban. A trombocita aggregáció próba rendellenes választ ad a risztocetinre és normális választ más agonistákra. A trombocita funkció teszt (PFA) kóros kollagén/adrenalin záródási időt; és a legtöbb esetben (de nem mindig) normál kollagén/ADP időt ad eredményül. A 2N típus csak "VIII-as faktor kötés" próba elvégzésével diagnosztizálható. A betegség diagnosztizálását megnehezíti, hogy a von Willebrand-faktor akutfázis fehérje; fertőzés, terhesség, stressz hatására a szintje megemelkedik.
Minden olyan betegnél akiknek vérzési problémáik vannak, további vizsgálatokat végeznek: teljes vérkép (főleg vérlemezkeszám), APTI (aktivált parciális tromboplasztin idő), protrombin idő, trombin idő és fibrinogén szint. Ha a hemofília B gyanúja merül fel, a IX-es faktor vizsgálatát is elvégezhetik. A tesztek eredményeitől függően, egyéb véralvadási faktor vizsgálatok is elvégezhetőek. A von Willebrand–Jürgens-szindrómában szenvedő páciensek rendszerint normál protrombin időt és a parciális tromboplasztin idő változó meghosszabbodását mutatják.
A betegséget felismerő vizsgálatokat a laboratóriumi eljárások nagyban befolyásolhatják. A vizsgálati folyamatban számos változó szerepel, amelyek hatással lehetnek a vizsgálati eredmények érvényességére; és így elmulasztott vagy téves diagnózishoz vezethetnek. Az folyamatbeli hibák esélye jellemzően a preanalitikus fázis során a legnagyobb (a minta gyűjtése, tárolása és szállítása alatt), különösen ha a vizsgálat elvégzésével egy külső létesítmény van megbízva, és a mintát lefagyasztva nagy távolságokra szállítják. A diagnosztikai hibák nem gyakoriak; és a különböző laboratóriumok szakértelmétől függően a vizsgálatok hibaszázaléka 7%-tól kezdve 22%-ig terjed, illetve néhány tanulmányban, a betegség altípusainak téves besorolásakor akár 60%-ig. A helyes diagnózis valószínűségének növelése érdekében, a vizsgálatot olyan létesítményben kell elvégezni, ahol lehetőség van az azonnali, helyszíni feldolgozásra a saját speciális véralvadási laboratóriumban.

## Patofiziológia
A von Willebrand-faktor elsősorban gyors véráramlású és nagy nyírófeszültségű körülmények között aktív. A hiánya tehát elsősorban kiterjedt, kis erekkel rendelkező szervekre jellemző, mint például a bőr, az emésztőrendszer vagy a méh. Az angiodysplasia esetében, amely a vastagbél egyfajta értágulata; a nyírófeszültség sokkal magasabb, mint az átlagos kapillárisokban, és ezzel egyidejűleg a vérzés kockázatát is megnöveli.
A betegség 1. típusának súlyosabb eseteiben, a vWF génjében gyakoriak a genetikai változások, és ezek nagyon penetránsak. Az 1. típus enyhébb eseteiben, a vWF gén polimorfizmusai mellett, a molekuláris patológia komplex spektruma is előfordulhat. Az egyén ABO vércsoportja befolyásolhatja a betegség megjelenését és patológiáját. A 0-s vércsoportú egyének átlagosan alacsonyabb szinttel rendelkeznek, mint a többiek. Hacsak nem ABO vércsoport-specifikus von Willebrand-faktor antigén referenciatartományt használunk; a normál 0-s vércsoportba tartozó személyeknél is 1. típusú von Willebrand–Jürgens-szindróma diagnosztizálható. Ugyanakkor az AB vércsoportú egyének esetében, vWF genetikai hibája is figyelmen kívül maradhat, mert a vWF szintje a vércsoport miatt magasabb.

## Genetika

A von Willebrand-betegség 1. és 2. típusa autoszomális domináns módon öröklődik.

A on Willebrand-faktor génje a 12. kromoszómában található (12p13.2). 52 exonból áll, 178 kbp kiterjedtségű. Az 1. és 2. típus autoszomális domináns öröklődésű, míg a 3. típus autoszomális recesszív öröklődésű. Alkalmanként a 2. típusú is recesszíven öröklődik.

## Epidemiológia
A von Willebrand–Jürgens-szindróma prevalenciája körülbelül 1:100-hoz. Azonban a legtöbb érintett embernek nincsenek tünetei. A klinikailag jelentős esetek prevalenciája 1:10000-hez. Mivel a legtöbb formája meglehetősen enyhe, gyakrabban ismerik fel nőknél, akiknél a menstruáció alatti vérzés tendenciája ezt könnyen megmutatja. Nullás vércsoportú emberek esetében még súlyosabb és feltűnőbb lehet.

## Terápia
A von Willebrand-betegséget genetikai eltérés okozza, ezért végleges gyógyítása mai tudásunk szerint nem lehetséges. A betegség gyógyítása a tünetek kezelésében merül ki.
A von Willebrand-betegek általában nem igényelnek rendszeres kezelést, habár az esetükben a vérzés kockázata mindig fokozott. Emiatt a betegségben szenvedőknek lehetőség szerint a sérüléseket el kell kerülniük. Fontos, hogy a von Willebrand-betegek az aszpirin vérzési időt megnyújtó hatása miatt semmilyen aszpirinszármazékot nem szedhetnek. Erős menstruációs vérzésű nők esetében a kombinált orális fogamzásgátló tabletta hatékonyan enyhíti a vérzést, illetve csökkenti a ciklus hosszát vagy gyakoriságát. Műtét előtt álló pácienseket néha megelőző céllal kezelnek. Ezt a kezelést von Willebrand-faktorral komplexált emberi eredetű, közepes tisztaságú VIII-as faktor koncentrátummal (ismertebb nevén Humate-P) lehet elvégezni. A betegség enyhe esetei dezmopresszinnel (DDAVP, Stimate) is kezelhetőek; amely az endothel sejtekben lévő Weibel–Palade-testekben tárolt vWF kiengedésének indukálásával megemeli a beteg plazmájában lévő vWF szintjét.

## Története
1924-ben (más források szerint 1925-ben) egy, a finn Åland-szigetvilág egyikén élő Hjørdis nevű,  ötéves  lányt vittek be a helsinki Deaconess Kórházba kivizsgálásra, dr. Erik Adolf von Willebrandhoz. A lány családjának tizenkét gyermeke közül négy fiatalon, kontrollálhatatlan vérzésben halt meg. A lány és családjának története izgatottá tette von Willebrandot, aki így a szigetre utazott, hogy további tanulmányokat végezhessen. Feltérképezte a lány családjának származását és kivizsgálta a család 66 tagját, melyből 23 személynél vérzési rendellenességeket fedezett fel. Erik Adolf von Willebrand felismerte az autoszomális öröklődéses mintát, és feljegyezte, hogy a vérzés tünetei gyermekek és szülőképes korú nők esetében jelentősebbek voltak. 1926-ban svéd nyelven jelentette meg cikkét, melyben leírta, hogy ez egy korábban le nem írt vérzési rendellenesség, amely különbözik a hemofíliától. Kijelentette, hogy a szindrómában szenvedő betegeknek (1) mucocutan vérzésük, (2) normál véralvadási idejük, (3) a Duke módszer (füllebeny vérzési idő) szerint megnyúlt vérzési idejük van, (4) valamint a betegség X-kromoszómához kapcsolt helyett autoszomális öröklődésű. Ezt követően megállapította, hogy a vérátömlesztés nemcsak a vérszegénység (anémia) javítására, hanem a vérzések kontrollálására is alkalmazható.
A cikk 1931-ben német nyelven is megjelent, így keltve fel Rudolf Jürgens figyelmét, aki abban az időben a berlini egyetem professzora volt. Jürgens kapcsolatba lépett von Willebranddal, hogy kapillártrombométerrel is vizsgálatokat végezhessen a pácienseken. Arra a következtetésre jutott, hogy a von Willebrand-betegek vérzési hajlamát a trombociták zavart működése okozza, ám erről bebizonyosodott, hogy téves elképzelés.
Az 1950-es években világossá vált, hogy az ilyen személyeknél egy "plazmafaktor", az antihemofíliás faktor (VIII-as faktor) csökkent mennyiségű; és az I-0 Cohn-frakcióval korrigálni lehet mind a vérplazmabeli VIII-as faktor hiányt, mind a megnyúlt vérzési időt. Ettől kezdve a hosszú vérzési időért felelős faktort dr. Erick von Willebrand tiszteletére "von Willebrand-faktornak" nevezték el.
Az 1970-es években a von Willebrand–Jürgens-szindróma több típusváltozatát fedezték fel, és felismerték, hogy ezek a változatok egy kóros fehérje szintézisének eredményei.
Az 1980-as években végzett molekuláris és sejtszintű vizsgálatok még pontosabban elhatárolták a von Willebrand-betegséget a hemofília A-tól. A von Willebrand-betegségben szenvedő személyek normális VIII-as faktor génnel rendelkeznek az X-kromoszómán, néhányuk pedig abnormális vWF génnel a 12. kromoszómán. A gén szekvenálás sok ilyen személyt azonosított úgy, mint akinek vWF gén mutációja van. A betegség enyhébb formájának genetikai okai még vizsgálat alatt állnak; ezeket ugyanis nem mindig rendellenes vWF gén okozza.

## Külső hivatkozások
- GeneReviews/NCBI/NIH/UW entry on von Willebrand Disease
- Sheffield.ac.uk, International repository on vWF mutations (University of Sheffield)
- Hemophilia.org
- Haemophilia.org.uk
- WFH.org, World Federation of Hemophilia
- Ukhcdo.org Archiválva 2020. november 25-i dátummal a Wayback Machine-ben UK Haemophilia Centre Directors Organisation
- NIH.gov, Clinical Practice Guidelines by the U.S. National Heart, Lung, and Blood Institute

## Fordítás
- Ez a szócikk részben vagy egészben  a   Von Willebrand disease című angol Wikipédia-szócikk fordításán alapul.  Az eredeti cikk szerkesztőit annak laptörténete sorolja fel. Ez a jelzés csupán a megfogalmazás eredetét és a szerzői jogokat jelzi, nem szolgál a cikkben szereplő információk forrásmegjelöléseként.